# Весёлые Боковеньки
Весёлые Боковеньки (укр. Веселі Боковеньки) — село в Гуровской сельской общине Кропивницкого района Кировоградской области Украины.
До 2020 года входило в Долинский район
Почтовый индекс — 28513. Телефонный код — 5234. Занимает площадь 0,251 км². Код КОАТУУ — 3521983002.

## Население
Население по переписи 2001 года составляло 44 человека.

### Известные люди
В селе похоронен Бадалов Павел Петрович (1925—2013) — советский и украинский учёный.

## Достопримечательности
Близ села расположен дендрологический парк «Весёлые Боковеньки»